# Mónica Agudelo
Mónica Agudelo Tenorio (Bogotá, 2 de noviembre de 1956 - Bogotá, 29 de enero de 2012) fue una escritora, dramaturga, periodista y guionista en varias producciones hechas en su país natal. Murió de cáncer de pulmón.

## Biografía
Estudió filosofía y letras en la Universidad del Rosario de Bogotá y periodismo en la Uninpahu también en la misma ciudad. 
Era hija de John Agudelo Ríos, quien fue ministro de trabajo y Comisionado de paz en el gobierno de Belisario Betancur.
Era de bajo perfil, de pocas entrevistas y escasas apariciones en los medios. Pero sus historias la llevaron a que, incluso, en los chats de las cadenas hispanas de Estados Unidos, los televidentes latinos la aclamaran.
Sus hermanos son Felipe (escritor, con quien hizo La hija del mariachi y La ley del corazón, que estaba escribiendo) y Pilar.
Tenía una gran amistad con el también escritor Fernando Gaitán.

## Filmografía

### Historias originales
- La ley del corazón (estrenada póstumamente y finalizada por su hermano Felipe Agudelo)
- Amor sincero (2010) (con Fabiola Carrillo, Rodrigo Holguín y Fernando Gaitán)
- La hija del mariachi (2006-2008)
- La costeña y el cachaco (2003-2004)
- Brujeres (2000)
- La madre (1998-1999)
- Hombres (1996-1997)
- Eternamente Manuela (1995-1996) (con Bernardo Romero Pereiro)
- Amor amor (1994)
- Sueños y espejos (1994) (con Bernardo Romero Pereiro)
- Señora Isabel (1993-1994) (con Bernardo Romero Pereiro)
- La maldición del paraíso (1992)
- Sangre de lobos (1991) (con Bernardo Romero Pereiro)
- Marina de noche (1985)

### Adaptaciones de sus historias escritas por otros
- Ana de nadie (Adaptación de Señora Isabel para RCN Televisión)
- Manes (Adaptación de Hombres para RCN Televisión y Prime Video)
- Si nos dejan (Adaptación de Señora Isabel para Televisa)
- Por amar sin ley (Adaptación de La ley del corazón para Televisa)
- La vecina (Adaptación de La costeña y el cachaco para Televisa)
- Secretos del paraíso (Adaptación de La maldición del paraíso para RCN Televisión y MundoFOX Latinoamérica)
- Retrato de una mujer (Adaptación de La madre para RCN Televisión)
- Hombre tenías que ser (Adaptación de Hombres para TV Azteca)
- Qué bonito amor (Adaptación de La hija del mariachi para Televisa)
- Victoria (Adaptación de Señora Isabel para Telemundo)
- Lo que es el amor (Adaptación de Hombres para TV Azteca)
- Nunca Digas Adeus (Adaptación de Señora Isabel para TVI)
- Todo por amor (Adaptación de La madre para TV Azteca)
- Tentaciones (Adaptación de Sangre de lobos para TV Azteca)
- Mirada de mujer (Adaptación de Señora Isabel para TV Azteca)

## Premios

### Premios TVyNovelas
| Año  | Categoría                                 | Nominado             | Resultado |
| 1995 | Libretista Favorito de Telenovela o Serie | Señora Isabel        | Ganadora  |
| 2007 | Libretista Favorito de Telenovela o Serie | La hija del mariachi | Nominada  |
| 2017 | Libretista Favorito de Telenovela o Serie | La ley del corazón   | Ganadora  |

### Premios India Catalina
| 2008 | Mejor Libretista | La hija del mariachi | Nominada |

### Premios Simón Bolívar
| 1996 | Mejor libretista | Eternamente Manuela      | Ganadora |
| 1994 | Mejor argumento  | La maldición del paraíso | Ganadora |